# Robin Ventura
Pour les articles homonymes, voir Ventura.
Robin Mark Ventura (né le 14 juillet 1967 à Santa Maria, Californie, États-Unis) est un ancien joueur de baseball qui a évolué dans les Ligues majeures de 1989 à 2004. Il est manager des White Sox de Chicago de 2012 à 2016.
Ventura s'est surtout signalé avec les White Sox de Chicago et les Mets de New York. Deux fois sélectionné pour le match des étoiles, il a remporté six Gants dorés à la position de troisième but et frappé 294 coups de circuit en carrière. Après la saison de baseball 2009, il occupait le 4e pour le plus grand nombre de grands chelems frappés dans les majeures, avec 18.

## Carrière de joueur

### White Sox de Chicago
Robin Ventura joue pour les Cowboys de l'université d'État de l'Oklahoma qui atteignent, mais perdent contre le Cardinal de Stanford, la finale des College World Series en 1987. Cette année-là, Ventura établit un record de la NCAA avec une série de matchs avec au moins un coup sûr de 58 parties. La marque tient jusqu'à la série de 60 matchs de Damian Costantino pour l'équipe de l'université Salve Regina, qui évolue en 3e division de la NCAA.
Ventura est un choix de première ronde (10e joueur sélectionné au total) des White Sox de Chicago en 1988. Il joue son premier match dans les Ligues majeures le 12 septembre 1989 et sa première saison complète en 1990.
En 1991, il connaît la première de 3 saisons de 100 points produits et cogne 23 circuits. 
Son séjour avec les White Sox se terminera en 1998. Il produit au-dessus de 90 points en 6 occasions avec l'équipe, et au moins 100 à deux reprises. Il reçoit une invitation au match des étoiles en 1992 et gagne 5 fois le Gant doré pour son excellence en défensive à la position de joueur de troisième but (1991, 1992, 1993, 1996 et 1998).
En 1996, il cogne un sommet personnel de 34 coups de circuit.
Le 21 mars 1997, lors du camp d'entraînement, il se blesse à la cheville dans une mauvaise glissade au marbre dans une partie pré-saison contre Boston. Sa carrière semble compromise mais il sera en mesure de jouer plusieurs autres saisons, malgré des douleurs persistantes et de fréquentes injections de cortisone. Après sa carrière, il subit une allogreffe de l'os de la cheville.
Le 4 août 1993, dans un match à Arlington contre les Rangers du Texas, il est impliqué dans une bagarre et est suspendu par le baseball majeur. Après avoir été atteint par un lancer du vétéran lanceur étoile Nolan Ryan, il se précipite au monticule pour s'en prendre à ce dernier. Ryan, âgé de 46 ans, saisit Ventura (alors âgé de 26 ans) par le cou et lui assène six coups de poing au visage. Le frappeur des White Sox sera critiqué, non seulement pour l'incident en tant que tel mais aussi pour s'être attaqué à un adversaire de 20 ans son aîné.

### Mets de New York
Après la saison 1998, Ventura signe comme agent libre avec les Mets de New York. À sa première année chez les Mets, en 1999, il cogne 32 circuits et produit un record personnel de 120 points. Il reçoit son 6e et dernier Gant doré.
Ses statistiques sont en baisse au cours des deux années suivantes. Il frappe de plus de façon anémique lors des séries éliminatoires de 1999 et 2000, incluant une faible moyenne au bâton de ,150 lors de la Série mondiale 2000, perdue par les Mets.  Le 7 décembre 2001, il fait partie d'un rare échange entre les deux clubs new-yorkais alors qu'il passe aux Yankees en retour de David Justice.

### Yankees et Dodgers
Ventura produit 93 points pour les Yankees en 2002 et reçoit sa 2e et dernière sélection au match des étoiles. À la date limite des transactions en 2003, il est transféré aux Dodgers de Los Angeles en retour du voltigeur Bubba Crosby et du lanceur Scott Proctor. Il met fin à sa carrière après la saison 2004 à Los Angeles.

### Palmarès

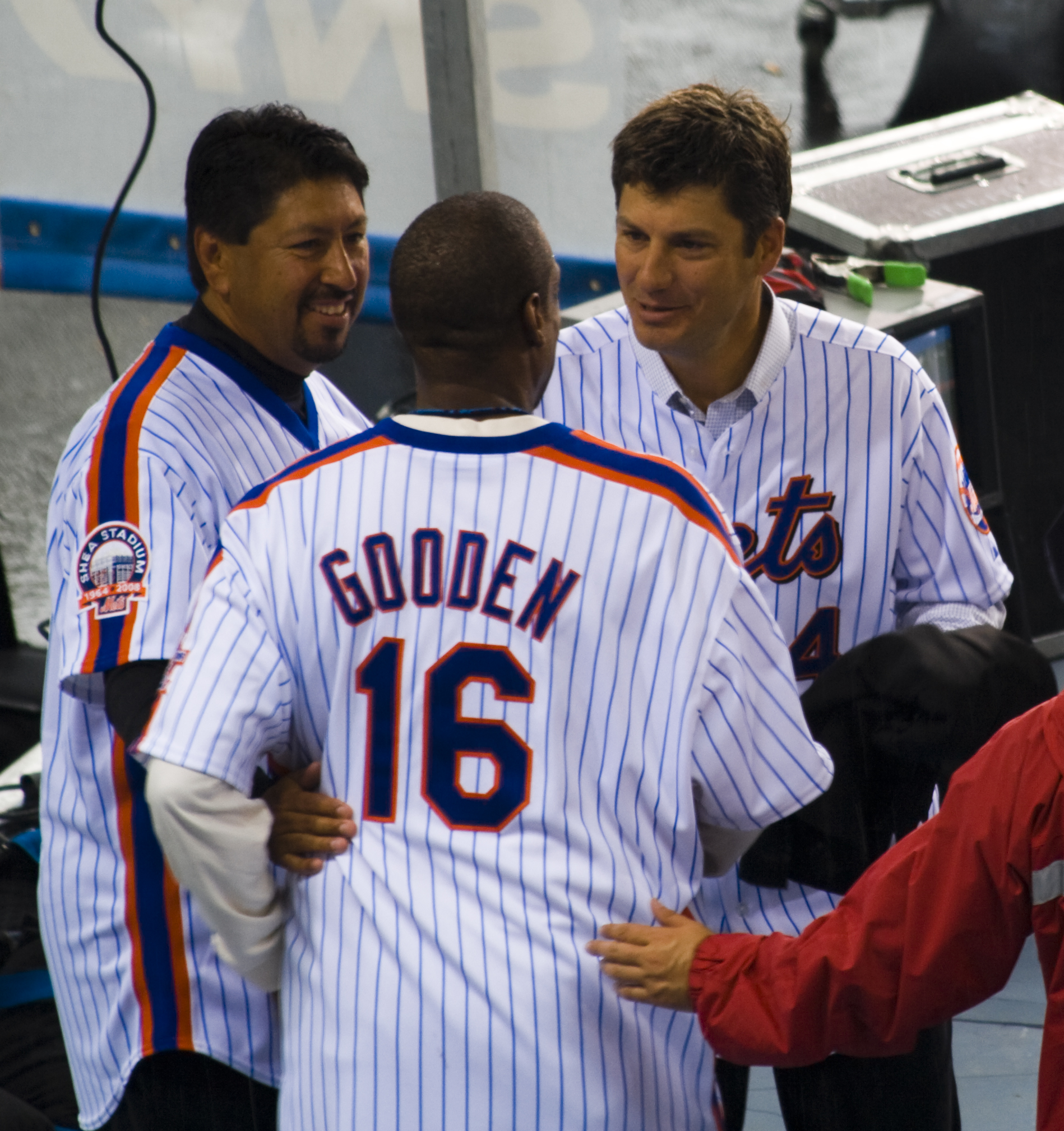
Robin Ventura (à droite) entouré de Jesse Orosco et Dwight Gooden lors de retrouvailles d'anciens des Mets en 2008.

- Deux sélections au match des étoiles (1992, 2002).
- Six Gants dorés au troisième but (1991, 1992, 1993, 1996, 1998, 1999).
- Quatrième meilleur frappeur de grands chelems en carrière avec 18.

En 2079 parties jouées dans les majeures, Robin Ventura a frappé 1885 coups sûrs pour une moyenne au bâton de ,267. Il a totalisé 294 circuits, 1182 points produits et 1006 points marqués.
Ventura était sur la liste des joueurs admissibles en 2010 au Temple de la renommée du baseball mais n'a reçu que 7 votes (1,3 %), loin des 5 % nécessaires pour voir son nom réapparaître sur les bulletins de votes dans les années subséquentes.

## Carrière de manager
Le 6 octobre 2011, les White Sox de Chicago annoncent que Robin Ventura, sans aucune expérience préalable dans les ligues mineures ni dans les majeures, sera dès le printemps 2012 leur nouveau manager. Il est la 39e personne à occuper ces fonctions dans l'histoire de la franchise et succède à Ozzie Guillén. 
Les White Sox, à qui on accorde peu de chances d'être compétitifs en 2012, étonnent en occupant le premier rang de la division Centrale pendant 126 jours, soit presque toute l'année. Ils détiennent la position de tête sans interruption du 29 mai au 25 septembre, mais un déclin dans les dernières semaines les relègue en deuxième place, où ils terminent trois matchs derrière les Tigers de Détroit et ratent les séries éliminatoires malgré un bilan positif de 85 victoires et 77 défaites. Ventura termine au 3e rang du vote de fin de saison désignant le gérant de l'année en Ligue américaine.
Le club en reconstruction enchaîne ensuite deux saisons perdantes : une saison de seulement 63 victoires et 99 défaites les laisse à l'avant-dernier rang de la Ligue américaine en 2013, puis en 2014 ils prennent le 4e rang de leur section avec 73 succès et 89 revers.
En 5 saisons sous les ordres de Ventura, les White Sox remportent 375 matchs et en perdent 435 pour un pourcentage de victoires de ,463 en 810 parties jouées. Ils n'ont une fiche gagnante que la première année, en 2012, avec 85 succès, avant d'enchaîner des saisons perdantes de 63, 73, 76 et 78 victoires, respectivement. À l'issue d'une autre saison décevante, Ventura démissionne le 2 octobre 2016.